# Miguel Ferrer
Miguel José Ferrer (ur. 7 lutego 1955 w Santa Monica w stanie Kalifornia, zm. 19 stycznia 2017 w Los Angeles) – amerykański aktor i reżyser filmowy i telewizyjny.

## Życiorys

### Wczesne lata
Urodził się w 7 lutego 1955 roku Santa Monica w Kalifornii jako najstarszy z pięciu synów Rosemary Clooney (1928–2002), piosenkarki/aktorki, i José Ferrera (1909-1992), portorykańskiego aktora i reżysera, laureata Oscara za tytułową rolę w filmie Cyrano de Bergerac (1950). Jego rodzeństwo to Maria (ur. 1956), Gabriel Vicente (ur. 1 sierpnia 1957), Monsita (ur. 13 października 1958) i Rafael (ur. 23 marca 1960), który również został aktorem. Jego kuzynem jest aktor George Clooney. Dorastał w Hollywood i jako nastolatek jego zainteresowania szły w kierunku muzyki, grał na perkusji w zespole Keitha Moona na płycie „Two Sides of the Moon” (1975). Studiował aktorstwo w The Beverly Hills Playhouse.

### Kariera
W latach 1983–1984 występował w roli Petera w sztuce Light up the Sky Mossa Harta na scenie Coconut Grove Playhouse w Bay Heights, dzielnicy Miami na Florydzie. Po epizodycznych rolach w serialach CBS Magnum (Magnum, P.I., 1981) z Tomem Selleckiem i NBC CHiPs (1983) z Erikiem Estradą, pojawił się na dużym ekranie w melodramacie Łamaczka serca (Heartbreaker, 1983) i czarnej komedii fantasy Człowiek, którego nie było (The Man Who Wasn't There, 1983). Pojawił się w teledysku zespołu Barnes & Barnes „Pizza Face” (1986) i grupy Nerf Herder „Sorry” (1996). Użyczył swojego głosu Shan-Yu, bohaterowi filmu animowanego Mulan (1998).

## Życie prywatne
W 1991 poślubił aktorkę Leilani Sarelle, z którą miał dwóch synów: Lukasa i Rafiego. W 2003 doszło do rozwodu. 2 września 2005 ożenił się z producentką Lori Weintraub. Zmarł 19 stycznia 2017 z powodu choroby nowotworowej głowy i szyi w wieku 61 lat.

## Filmografia

### Filmy fabularne
- 1983: Łamaczka serca (Heartbreaker) jako Angel
- 1983: Człowiek, którego nie było (The Man Who Wasn't There) jako kelner
- 1984: Star Trek III: W poszukiwaniu Spocka (Star Trek III: The Search for Spock) jako pierwszy oficer
- 1984: Punkt zapłonu (Flashpoint) jako Roget
- 1987: RoboCop jako Robert „Bob” Morton
- 1992: Twin Peaks: Ogniu krocz ze mną (Twin Peaks: Fire Walk with Me) jako Albert Rosenfield
- 1993: Hot Shots! 2 (Hot Shots! Part Deux) jako komandor Arvid Harbinger
- 1996: Projekt ALF (Project: ALF) jako Dexter Moyers
- 1997: Nocne zło (The Night Flier) jako Richard Dees
- 1998: Mulan jako Shan-Yu (głos)
- 2000: Traffic jako Eduardo Ruiz
- 2004: Kandydat jako Garrett
- 2013: Iron Man 3 jako wiceprezydent Rodriguez
- 2014: Rio 2 jako Big Boss (głos)

### Seriale TV
- 1981: Magnum (Magnum, P.I.) jako chorąży Robert „Bobby” Wickes, USN
- 1984: Cagney i Lacey jako Nunzio
- 1987: Policjanci z Miami (Miami Vice) jako prawnik
- 1989: Policjanci z Miami (Miami Vice) jako Ramon Pendroza
- 1990: Opowieści z krypty (Tales from the Crypt) jako Mitch
- 1990–1991: Miasteczko Twin Peaks (Twin Peaks) jako agent FBI Albert Rosenfield
- 1993: Opowieści z krypty (Tales from the Crypt) jako zabójca
- 1994: Ostry dyżur (ER) jako Parker
- 1994: Opowieści z krypty (Tales from the Crypt) jako Gary
- 1998: Herkules jako Anteusz (głos)
- 1999: Will & Grace jako Nathan Berry
- 2000: Trzecia planeta od Słońca (3rd Rock from the Sun) jako policjant
- 2001–2007: Jordan w akcji (Crossing Jordan) jako dr Garret Macy
- 2006: Robot Chicken jako Danny Ocean
- 2007: Amerykański tata jako agent Hopkins (głos)
- 2007: Bionic Woman: Agentka przyszłości jako Jonas Bledsoe
- 2011: Gotowe na wszystko (Desperate Housewives) jako Andre Zeller
- 2012–2016: Agenci NCIS: Los Angeles jako Owen Granger
- 2017: Twin Peaks: The Return jako agent FBI Albert Rosenfield